# Morrolepis
Morrolepis è un genere estinto di pesci ossei appartenenti alla famiglia †Coccolepididae, vissuto tra il Giurassico superiore e il Cretaceo inferiore in Europa, Asia e Nord America.

## Descrizione
Morrolepis era un piccolo pesce attinotterigio caratterizzato da una morfologia relativamente arcaica, tipica dei cosiddetti paleoniscoidi. Era caratterizzato da una grossa testa con grandi occhi, un muso corto e grandi denti aguzzi. Il corpo, relativamente compatto, era dotato di una pinna dorsale triangolare posta appena dopo la metà del corpo. La specie tipo, Morrolepis schaefferi, è nota dalla Formazione Morrison (Colorado e Utah, Stati Uniti) e raggiungeva una lunghezza di circa 20 centimetri. Questo genere è privo di denticoli sulle superfici di ossa, scaglie e lepidotrichi, una caratteristica insolita rispetto agli altri membri dei Coccolepididae. Tuttavia, presenta scaglie della linea laterale particolarmente robuste.

## Classificazione
Il genere Morrolepis comprende almeno tre specie: Morrolepis schaefferi proveniente dalla Formazione Morrison (Giurassico superiore) degli Stati Uniti, Morrolepis andrewsi proveniente dal Gruppo Purbeck (Cretaceo inferiore, Berriasiano) in Inghilterra (originariamente descritta come Coccolepis andrewsi da Arthur Smith Woodward nel 1891) e Morrolepis aniscowitchi, nota dalla Formazione Karabastau (Calloviano/Oxfordiano, Giurassico medio-superiore) della Catena del Karatau in Kazakistan.
In passato, alcune di queste specie erano state assegnate al genere Coccolepis, ma revisioni tassonomiche basate su caratteristiche dello scheletro assiale e della copertura delle scaglie hanno portato alla loro riassegnazione a Morrolepis.

## Significato paleontologico
Le forme asiatiche della Formazione Karabastau rappresentano alcuni dei più recenti rappresentanti dei Chondrostei basali. Le analisi morfologiche suggeriscono che queste forme erano "taxa relitti", sopravvissuti in ambienti d’acqua dolce stabili, che hanno agito come rifugi ecologici nel tardo Mesozoico.